# D4L (banda)
D4L es un grupo de crunk de Atlanta compuesto por Fabo, Mook-B, Stoney and Shawty Lo y Jizzy B. El grupo se formó en 2003, pero hasta finales de 2005 no emergieron gracias al sencillo "Laffy Taffy", que alcanzó el número uno en el Billboard Hot 100 en enero de 2006. Su álbum debut, Down for Life, fue publicado el 8 de noviembre de 2005, y fueron firmados por la discográfica de Mike Jones, Ice Age Entertainment.
D4L han tenido polémica con otro grupo de Atlanta, Dem Franchize Boyz, a los que D4L acusan de robarle su baile (llamado "Snap Dance"). En el remix del tema de D4L "Laffy Taffy," Busta Rhymes dice "I heard a couple of niggas been tryin' to take the dance y'all niggas created" (he oído a un par de negros intentar copiar el baile que vosotros creásteis). Por si fuera poco, en el nuevo sencillo, "Betcha Can't Do It Like Me", D4L empieza diciendo "you fuckin' thieves," (putos ladrones) refiriéndose a DFB.
D4L forma parte de muchos de los grupos que han irrumpido en esta nueva era, bailables, pero criticados por su descarado materialismo y métodos de producción extremadamente simples. Como alternativa a esto, ellos se consideran los pioneros de un nuevo subgénero del rap, el snap.

## Discográfica

### Álbumes
- 2005 Down for Life

## Sencillos
| Año  | Canción                      | Posiciones | Posiciones     | Posiciones | Posiciones | Álbum         |
| Año  | Canción                      | US Hot 100 | US R&B/Hip-Hop | US Rap     | UK Singles | Álbum         |
| ---- | ---------------------------- | ---------- | -------------- | ---------- | ---------- | ------------- |
| 2006 | "Laffy Taffy"                | #1         | #15            | #6         | #29        | Down For Life |
| 2006 | "Betcha Can't Do It Like Me" | #72        | #23            | #13        | -          | Down For Life |